# 山梨県道415号湯之奥上之平線

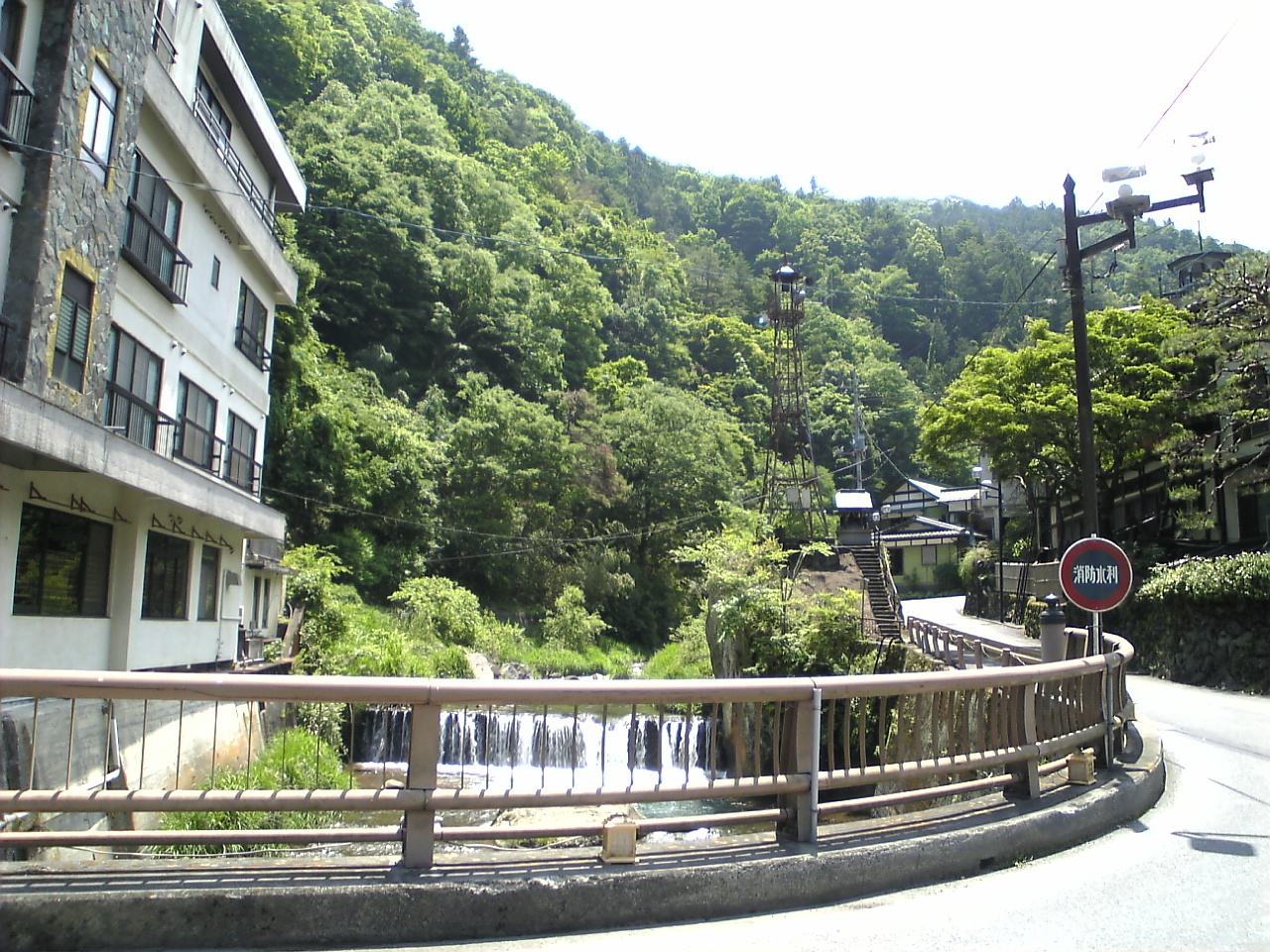
下部温泉街（2010年6月）

山梨県道415号湯之奥上之平線（やまなしけんどう415ごう ゆのおくうえのたいらせん）は、山梨県南巨摩郡身延町における一般県道である。

## 概要

### 路線データ
- 起点：山梨県南巨摩郡身延町湯之奥（林道湯之奥猪之頭線に接続）
- 終点：山梨県南巨摩郡身延町上之平（国道300号に接続）

## 通過する自治体
- 山梨県南巨摩郡身延町

## 周辺
- 湯之奥金山
- 門西家住宅
- 下部温泉
- 下部温泉駅